# A kétéltű ember (regény)
A kétéltű ember (Человек-амфибия) Alekszandr Beljajev 1928-ban íródott tudományos-fantasztikus regénye.

## A történet röviden
A történet az argentin partok mellett, Buenos Aires közelében játszódik. Egy fiatalembert gyermekkorában nevelőapja, dr. Salvador, tudós és sebész műtött meg. Egy cápa kopoltyúját ültette a testébe, ez mentette meg a fiú életét. A kísérlet sikeres volt, de ezáltal az óceán vált a fiatalember otthonává, korlátozva azon képességét, hogy kapcsolatba lépjen az óceánon kívüli emberi világgal.

## Szereplők
- Ichtiander, a kétéltű ember
- Salvador, világhírű orvos, sebész és tudós
- Baltasar, indián, fiatal korában gyöngyhalász
- Gutiérrez, Baltasar fogadott lánya
- Pedro Zurita, gyöngybúvár, a „Medúza” szkúner tulajdonosa
- donna Dolores, Pedro Zurita anyja
- Jim, Salvator szolgája
- Leader, egy delfin, Ichtiander barátja

## Média
A kétéltű ember című filmet 1962. január 3-án bemutatták be a Szovjetunióban, melynek rendezői Vlagyimir Csebotarjov és Gennagyij Kazanszkij.

## Magyarul
- A kétéltű ember. Ifjúsági regény; ford. Boros Tatjána, ill. Kontraszty László; Független Ny., Bp., 1947 (Új Magyar Könyvkiadó ifjúsági könyvtára)
- A kétéltű ember. Regény; ford. Balassa Anna; Móra, Bp., 1976 (Delfin könyvek)